# Makabi Warszawa (wioślarstwo)
Sekcja Wioślarska Żydowskiego Towarzystwa Gimnastyczno-Sportowego „Makabi” Warszawa – wioślarska sekcja warszawskiego klubu Makabi zrzeszająca Żydów, działająca od 1928 roku.

## Historia

### Okres międzywojenny
Od roku 1928 Makabi dysponował własną przystanią nad Wisłą przy Porcie Praskim. Na przystani tej od początku działała sekcja wioślarska. W związku z wewnętrznymi przepisami Polskiego Związku Towarzystw Wioślarskich, stowarzyszenie oznaczone w nazwie jako żydowskie do Związku przystąpić nie miało prawa. Makabi mogło kandydować do PZTW po zmianie nazwy sekcji na „nieżydowską” (tak postąpił KW 30 Kalisz, klub uznawany za asymilancki). Oportunizm taki byłoby jednak sprzeczny z syjonistycznymi poglądami. W wyniku tego, zarówno wioślarze Makabi Warszawa, jak Makkabi Kraków oraz Makkabi Wilno, do PZTW nigdy nie przystąpili – choć dyskryminujące kluby żydowskie przepisy tego związku zostały uchylone w 1938 przez ZPZS-PKOl.

### II wojna światowa
Wraz z wkroczeniem do Polski Niemców, Żydzi utracili ochronę prawną. Formalne rozwiązanie stowarzyszeń żydowskich (a zatem i Makabi Warszawa) nastąpiło na mocy rozporządzenia o stowarzyszeniach w Generalnym Gubernatorstwie z dnia 23 lipca 1940 roku. Na tej postawie Gubernatorstwo przejęło cały majątek organizacji żydowskich. Przystań Makabi nie przetrwała II wojny – została zniszczona podobnie jak wszystkie warszawskie przystanie.  

### Reaktywacja w XXI w.
W roku 2014 reaktywowano Żydowskie Towarzystwo Gimnastyczno-Sportowe Makabi Warszawa. W 2020 klub wznowił zajęcia sekcji wioślarskiej – dzięki pomocy TW Syrenka Warszawa.

### Galeria

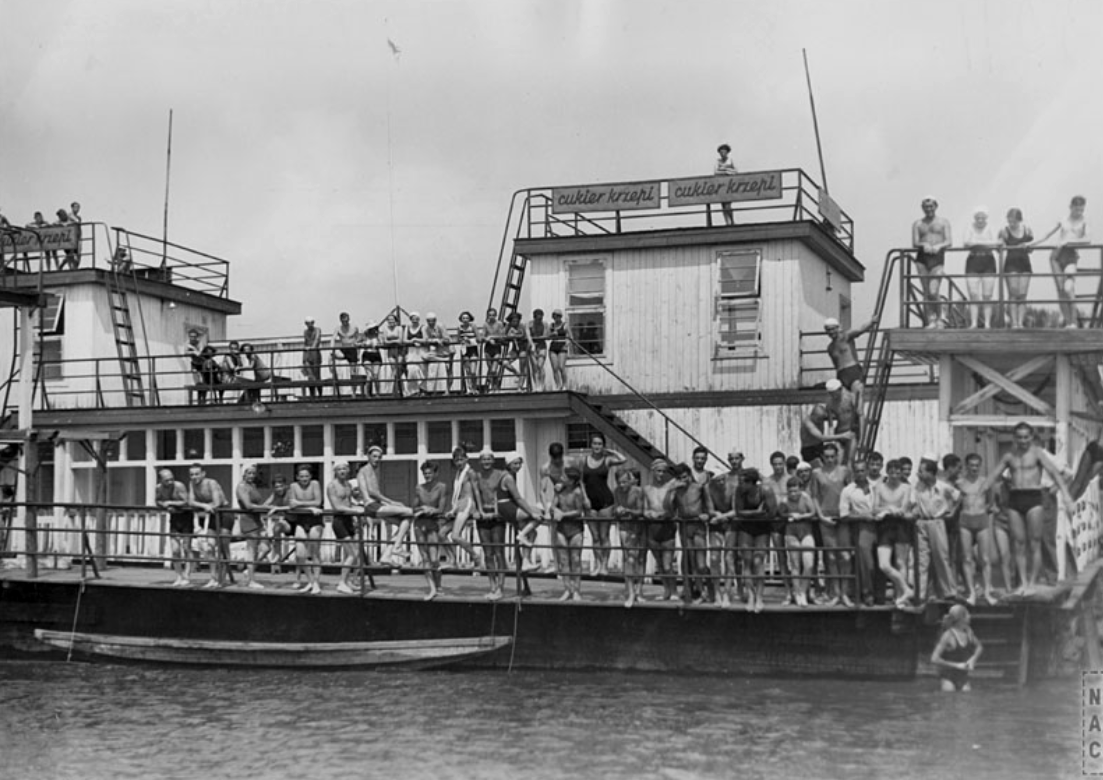
Pływająca przystań klubowa na Wiśle
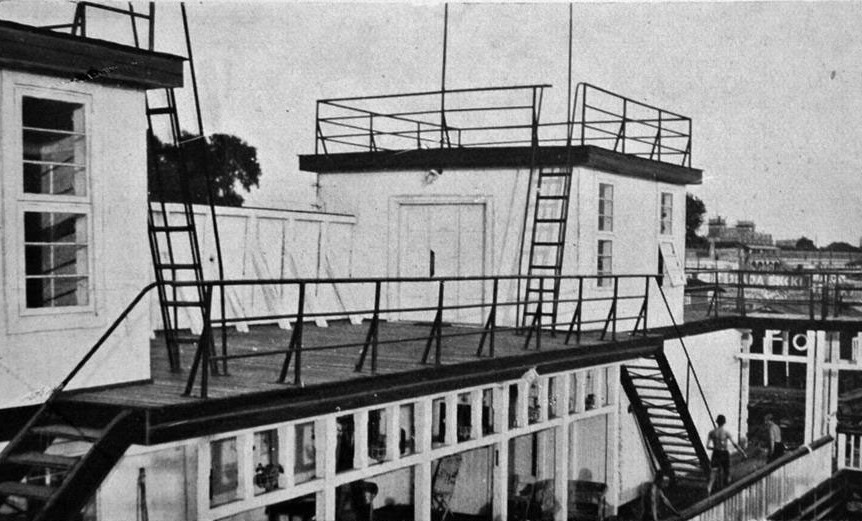
Przystań przed 1933
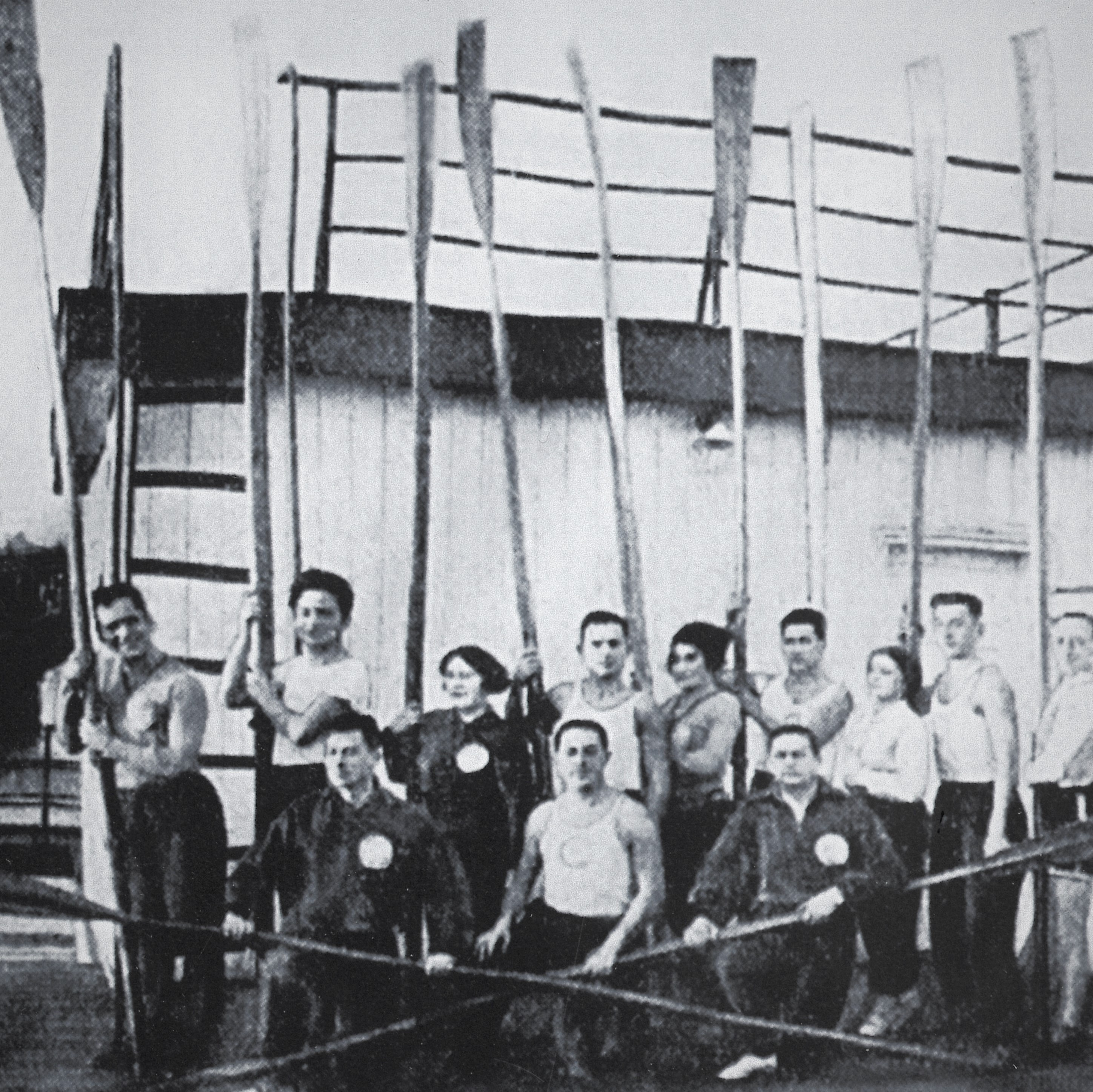
Wioślarze Makabi na przystani w 1935
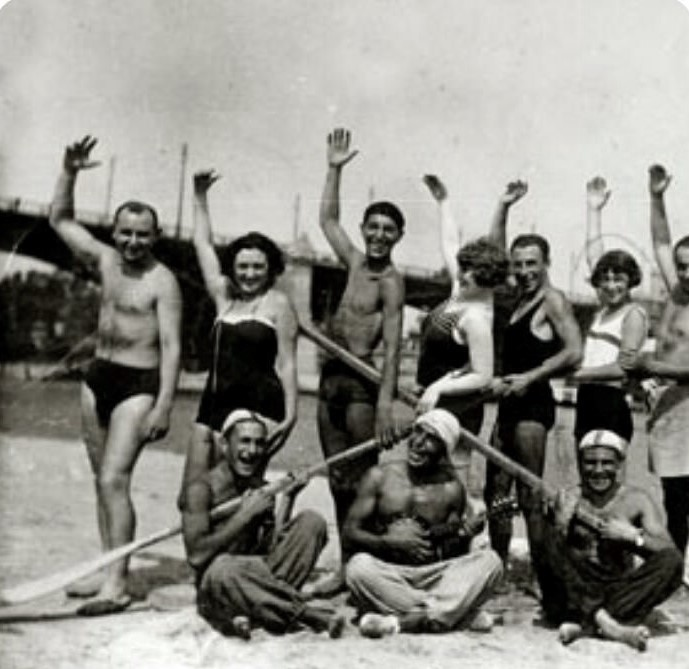
Wioślarze Makabi nad Wisłą obok Mostu Poniatowskiego
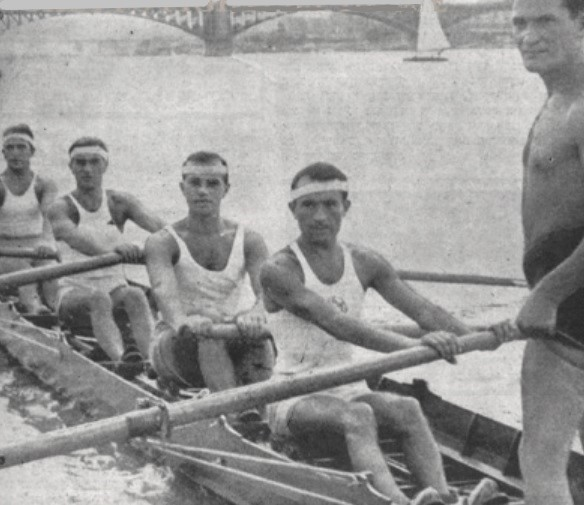
Wioślarze na czwórce w 1937

## Rywalizacja sportowa
W związku z nieprzystąpieniem do PZTW, wioślarze Makabi Warszawa byli pozbawieni możliwości konkurowania z innymi klubami. W okresie międzywojennym zawody wioślarskie były organizowane niemal wyłącznie w ramach PZTW. Pomimo tego, wioślarstwo w Makabi miało charakter sportowy, a nie tylko rekreacyjny.